# ایستگاه کاری وی‌ام‌ویر
نرم‌افزار ایستگاه کاری وی‌ام‌ویر (به انگلیسی: VMware Workstation) یک نرم‌افزار سودمند برای کسانی است که به داشتن چندین سیستم عامل یا نرم‌افزار به‌گونه هم‌زمان (و البته انگاری) نیاز دارند. با سوار کردن این نرم‌افزار بر روی سیستم عامل بنیادی این توانایی به دست می‌آید تا از راه انگارسازی سخت‌افزار و امکانات ویژهٔ وی‌ام‌ویر به نصب چند سیستم عامل پرداخت.

## ایستگاه کاری وی‌ام‌ویر
نکتهٔ چشمگیر دربارهٔ وی‌ام‌ویر این است که سخت‌افزارهای انگاری ساخته شده در هر یک از سیستم عامل‌ها دارای ویژگی‌های یکسان می‌باشند اما به‌گونه آزاد رفتار می‌کنند. بخش‌هایی همچو ویر و هارد دیسک هر یک در محیط جداگانه کار کرده و کارت شبکه این توانایی را دارد که با دیگر کارت‌های شبکه انگاری و حتی شبکه ی فیزیکی پیوند بر قرار کند. از این رو، این نرم‌افزار ابزاری سودمندی برای دوستداران به دانش شبکه نیز خواهد بود.
VMware، برای گسترش دهندگان نرم‌افزارها، رهبران شبکه (Administrators) و کسانی برنامه‌ریزی شده‌است که می‌خواهند در ساختار نرم‌افزاریشان دگرگونی بنیادی بدهند. وی‌ام‌ویر گسترش دهندگان نرم‌افزار را توانا می‌سازد تا پیچیده‌ترین برنامه‌های تحت شبکه را که در ویندوزهای مایکروسافت، Linux, Mac OS و غیره پیاده‌سازی می‌شوند را روی تنها یک رایانه یکه پیاده‌سازی کنند.

## بهره‌گیری از ایستگاه کاری وی‌ام‌ویر
این نرم‌افزار با هزاران کاربر در سراسر جهان، کارایی را در آفریدن نرم‌افزارها بهبود می‌بخشد، هزینه‌ها را کاهش می‌دهد، نرمش و انعطاف‌پذیری را بالا می‌برد و راه امن تری برای پاسخ گرفتن از برنامه‌ها را در دسترس ما می‌گذارد. سوار کردن وی‌ام‌ویر روی رایانه‌های رومیزی، نخستین گام برای فرستادن ساختار IT پدید آمده به یک ساختار انگاری است. با ایستگاه کاری وی‌ام‌ویر جز ساده کردن پردازش گسترش، تست نرم‌افزار و شتاب دادن به گسترش برنامه‌های کاربردی، سازگاری برنامه‌های کاربردی و پیاده‌سازی عملی فرستادن از یک سیستم عامل به سیستم عامل دیگر را بیمه می‌کند و توانایی آزمایش این که آیا این جابجایی و جایگزینی سیستم عامل، زیانی برای شبکه یا دیگر نرم‌افزارهای کاربردی در حال کار دارد یا خیر را نمایان می‌سازد. وی‌ام‌ویر دارای ویژگی‌هایی زیر می‌باشد:
1. توانایی بهره‌گیری از بیشینه توان سخت‌افزارها
2. توانایی سرپرستی سرورها به‌گونه یکتا در یک ماشین سخت‌افزاری
3. اجرای برنامه‌های سیستم‌های عامل گوناگون بر روی یک ماشین
4. شبکه بندی انگاری (Virtural Networking)
5. انجام تراکنشها به‌گونه Real time
6. درمیان‌گذاری پوشه‌ها و در بین پیرامونهای انگاری به‌گونه Drag and Drop[۷]